# Arabia meridionale
L'Arabia meridionale o Arabia del Sud è un'espressione usata per indicare la vasta area dove sono fiorite nei millenni diverse realtà culturali della penisola araba, negli attuali Yemen, Oman ed Arabia Saudita meridionale.
Storicamente, l'espressione riguarda l'insieme delle realtà che gravitavano sulla grande oasi di Najrān, che nel tempo fu terminale della più importante tra le carovaniere che muovevano in direzione della Siria geografica, o Shām, del Jizan, dell''Asir, e quelle che dal Dhofar davano vita a un florido scambio commerciale con la Mesopotamia e con la Persia. Regioni che, più generale, parlavano lingue o dialetti definiti "sud-arabici", e che condividevano un elaborato e in parte ancora poco noto patrimonio di valori culturali ed economici.

## Etimologia di "Yemen"
Una delle etimologie plausibili del nome "Yemen", che proviene dal termine semitico al-yaman, è quella che indica il "meridione" La radice triconsonantica <y-m-n>, oltre ad indicare il "sud", significa anche "felice, fausto" ed è questa la ragione per cui gli antichi geografi d'età ellenistica chiamarono quelle regioni arabe meridionali "Arabia Felix" (in lingua greca Εὐδαίμων Ἀραβία, Eudaímōn Arabía).
Se il nord stepposo e desertico era abitato da popoli per lo più nomadi, il sud della penisola vide un suo precoce processo di sedentarizzazione che facilitò il suo sviluppo economico e culturale, che si avvalse di una lingua scritta, tra la fine del II millennio ed il I millennio a.C., che facilitò forme di governo monarchico, in cui dominava religiosamente il politeismo enoteista, che lentamente vide affermarsi i primi segni di un monoteismo arabo precedente l'islam, facilitato dalla forte contaminazione culturale delle finitime culture dell'Etiopia cristiana e dell'Iran zoroastriano, dove il dualismo zurvanita e mazdeo contribuiva vigorosamente all'abbandono delle ataviche forme di paganesimo.

## Prime realtà statuali meridionali
Nelle aree arabe settentrionali non erano comunque assenti insediamenti di Arabi meridionali, spinti dalle necessità di coordinare le loro lucrose attività commerciali di beni (aromata, dalle forti valenze collegate a culti religiosi, alla farmacopea ed alla cosmetica) per i quali era molto sostenuta la domanda proveniente dall'area egiziana, mediterranea, mesopotamica ed iranica. 

Fu questo il caso dei Minei, che svilupparono il loro importante centro urbano di Madāʾin Ṣāliḥ, detta anche Hegra (la biblica Dedān), su cui convergevano e da cui muovevano mercanti nabatei che gestivano il tratto settentrionale del commercio carovaniero proveniente dal meridione arabico, con un vasto import-export che approdava nelle regioni mediterranee della cosiddetta "Mezzaluna Fertile".

### Regni sudarabici
Risale a circa tremila anni fa la nascita di diverse entità statali. Per impulso di popolazioni, forse provenienti dalla Mesopotamia, alcune popolazioni occuparono infatti la vastissima area dell'Arabia meridionale. 

Oltre ai già citati Minei (la cui città-Stato in area yemenita aveva il nome di Maʿīn), al Qataban, al Ḥaḍramawt, si ricorderanno innanzi tutto i Sabei, con la loro capitale di Saba. 
Nell'età più antica la regione sabea divenne famosa per le celebre diga di Ma'rib, per la cosmopolita via dell'incenso che muoveva dall'Estremo Oriente e per la sua leggendaria regina di Saba. I Romani ed i Greci si riferivano a questa prospera parte d'Arabia chiamandola Arabia Felix, "Arabia Felice", contrapponendola al resto dell'Arabia stepposa (Arabia Deserta) e a quella sotto costiera sotto influenza nabatea (Arabia Petraea).

### Himyar
Duemila anni fa, gli Himyariti, o neo-Sabei - provenienti originariamente dalle regioni gravitanti sul deserto arabo centro-meridionale - divennero i signori dell'Arabia meridionale e tali rimasero per secoli, fino all'inizio del VI secolo, quando furono sconfitti drammaticamente dalle forze del Regno di Axum che provenivano (come già in passato) dalla vicina antistante Etiopia). 
Dopo una lunga dominazione etiope, fu il turno dei Persiani sasanidi, che s'impadronirono dell'Arabia meridionale con le forze al comando di Vahrez.. 
Mezzo secolo più tardi, nel 628, la regione abbracciò tuttavia l'Islam, trasformando lo Yemen in una provincia del più vasto califfato islamico.

### Nabatei
Con l'intensificarsi dell'influenza ellenistica, specialmente proveniente dalla Siria, erano intanto comparsi regni semi-sedentarizzati lungo i confini del deserto siriano. 
Il primo e forse più importante di essi fu quello già ricordato dei Nabatei, comparso per la prima volta già nel 169 a.C., che al culmine della sua espansione si estendeva dal golfo di Aqaba fino all'entroterra giordanico ed arabo. Petra, oggi in Giordania, ne era la capitale. Il primo sovrano nabateo menzionato nelle fonti occidentali è Aretas, in arabo Ḥārith. Nel corso degli anni i Nabatei misero fine ai rapporti amichevoli con i Romani, e nel 105 d.C. Traiano intervenne militarmente e fece dei domini di Petra una provincia romana, l'Arabia Petrea.
Durante l'impero di Alessandro Magno e poi ancora sotto la dominazione dei suoi successori, specie dei Tolomei d'Egitto, navi e flotte veleggiavano nel Mar Rosso in direzione dell'Arabia, dell'India e delle coste asiatiche. I Romani proseguirono in questo interesse verso l'Oriente, dopo la visita di Pompeo Magno a Petra nel 65 a.C., ed inviarono addirittura una spedizione attraverso la pianura della Tihama, arrivando ad Aden e penetrando profondamente nell'entroterra nomade, prima della loro ritirata. Correva l'anno 24 a.C. quando, da un porto nabateo sul Mar Rosso, i Romani partirono al comando del pretore Elio Gallo, ma appena un anno dopo (25 a.C.) le forze romane furono costrette a una ritirata ingloriosa, a causa di insormontabili problemi sanitari e di una difettosa logistica, oltre che dalle mure protettive delle principali città himyarite.
Gli Arabi sedentarizzati lungo il confine settentrionale diedero ai Romani un loro imperatore, Filippo l'Arabo, che regnò su Roma dal 244 al 249, nel periodo degli imperatori di nomina militare, sovrani effimeri perché scelti dal mutevole umore delle truppe. In questo periodo di confusione si costituì, in Oriente, il Regno di Palmira.

### Palmira
Odenato, in arabo ʿUdhaynat, era un generale che nel 265 ottenne da uno degli effimeri imperatori militari, Gallieno, il titolo di re del suo staterello sedentarizzato, alla periferia del colosso romano. Odenato aveva aiutato Gallieno nella guerra contro i Persiani. La moglie di Odenato, Zenobia (arabo Zaynab), alla morte del marito, assunse per sé stessa in Siria il titolo di regina, con autorità sulla maggior parte dell'Oriente romano, dalla Bitinia all'Egitto, con capitale Palmira, e nominò suo figlio Vaballato - in greco Atenodoro (traduzione del nome arabo Wahb Allāt - Cesare Augusto. 

Sconfitto a Occidente, dopo aver circondato Roma di idonee mura, l'Imperatore Aureliano nel 273 d.C. occupò il Bilad al-Sham (Siria). Palmira cadde ed il Vicino Oriente entrò stabilmente nell'orbita romana.

### Thamūd, Lihyan e Kinda
Oltre al Regno dei Nabatei ed a quello di Palmira si devono ricordare altre due entità statuali arabe di confine di un certo interesse, anche se meno note: il regno dei Lihyaniti e quello dei Thamudeni, dediti all'agricoltura ed all'allevamento, oltre che a traffici mercantili di moderata ampiezza. Tali regni sono noti per le iscrizioni ed epigrafi da loro tracciate, vergate in una lingua proto-araba, ma anche per alcuni sporadici riferimenti contenuti nel Corano. 

La floridità di questi reami dipendeva dai commerci tra Impero romano e l'altro protagonista della regione: l'Impero sasanide.
Una svolta epocale avvenne nel 384, quando Costantinopoli e Ctesifonte, perennemente in guerra, giunsero a un accordo di pacificarono. Le rotte commerciali, che fino ad allora erano transitate per l'Arabia meridionale per motivi di maggior sicurezza e salvaguardia dei beni, ripresero il loro naturale corso per la Siria e Mesopotamia. 

La pace tra l'Impero sasanide, attaccato ad est dagli Unni, e quello che era ormai l'Impero bizantino, alle prese ad ovest con gli Slavi, durò fino al 502.
Nelle oasi dell'Arabia centrale nacque e operò, anche se in modo effimero, la confederazione tribale dei Kinda, che tra V e VI secolo d.C. arrivò a unire una serie di oasi dell'Arabia settentrionale.
 Nel VI secolo i Kinda raggiunsero il loro apice. Iniziarono intanto a sorgere centri urbani anche nel nord della penisola araba.

## Conquista persiana del Regno neo-sabeo
All'epoca in cui si mostravano i segni dell'imminente tracollo del Regno di Saba, l'ultimo re sabeo himyarita, Dhū Nuwās, si convertì all'ebraismo, ripudiando il paganesimo. Sentendosi chiamato dal suo Dio a riscattare gli ebrei, contrastò le persecuzioni che i bizantini arrecavano a questi ultimi, iniziando tuttavia a perseguitare a sua volta i suoi sudditi cristiani, massicciamente presenti nell'oasi di Najrān, in cui organizzavano le carovane per il Bilād al-Shām. 
Questo suscitò la reazione del regno cristiano etiope di Axum che reagì occupando il territorio del Regno neo-sabeo, erigendolo a sua provincia ma suscitando la reazione decisa della Persia sasanide, padrona di tutto il Golfo e della costa araba prospiciente, le cui forze militari al comando di Vahrēz occuparono nel 575 la regione yemenita, facendone una loro satrapia a spese del regno etiope. 

Di entrambe le dominazioni non arabe, al tempo di Maometto rimasero comunque poche e confuse tracce.